# Underworld (película)
Underworld (conocida como Inframundo o El mundo en las tinieblas en Hispanoamérica) es una película estadounidense de acción y terror de 2003 dirigida por Len Wiseman en su debut como director de cine, mediante un guion escrito por Danny McBride y basado en una historia de Kevin Grevioux. Es la primera película de la pentalogía de Underworld y está protagonizada por Kate Beckinsale, Scott Speedman, Michael Sheen, Shane Brolly y Bill Nighy.
Su trama está centrada en la guerra secreta entre los vampiros, descritos como los aristócratas sedientos de sangre y los licántropos, hombres lobo caracterizados por ser brutales y marginales que habitan ocultos planeando su venganza. El argumento gira en torno a Selene (Beckinsale), una vampira perteneciente al clan de los Death Dealers (repartidores de muerte) que cazan licántropos. Se siente atraída por un humano, Michael Corvin (Speedman), el descendiente del tercer hijo humano Corvinus, que está siendo el objetivo de los licántropos. Después de que Michael es mordido por un licántropo, Selene debe decidir si cumplir con su deber y matarlo o ir en contra de su clan y salvarlo.
Underworld se estrenó en el Grauman's Chinese Theatre de Los Ángeles, California, el 15 de septiembre de 2003 y fue estrenada en Estados Unidos y Reino Unido el 19 de septiembre por Screen Gems y Entertainment Film Distributors. La película recibió críticas generalmente negativas de los críticos, pero un número menor de críticos elogió elementos como las imágenes góticas de la película, la actuación de Beckinsale y la mitología de vampiros y hombres lobo ampliamente elaborada que sirve como historia de fondo de la película. Mediante un éxito sorpresa, la película recaudó más de $95 millones de dólares en todo el mundo con un presupuesto de producción de $22 millones de dólares y originó una franquicia de cinco películas.
Su secuela, Underworld: Evolution, se estrenó en 2006.

## Argumento
Durante siglos, existe una guerra en el inframundo oculta a los humanos: los vampiros y los licántropos (una antigua especie de hombres lobo), quienes luchan por la supervivencia entre estas dos razas, donde la humanidad sólo sirve como alimento para estos seres inmortales. Los vampiros obtienen la ventaja cuando el líder licántropo Lucian (Michael Sheen) aparentemente muere a manos del vampiro Kraven (Shane Brolly), quien se convierte en el segundo al mando de los ancianos líderes de los vampiros. Selene (Kate Beckinsale), miembro de un grupo de élite de asesinos vampiros conocidos como Death Dealers, continúa persiguiendo el exterminio de los licántropos a pesar de que otros vampiros ya no los perciben como una amenaza.
Durante un enfrentamiento con los licántropos, Selene descubre que están buscando a Michael Corvin (Scott Speedman), un estudiante de medicina aparentemente humano. Sin tener en cuenta la insistencia de Kraven de ignorar la situación, Selene investiga en privado a Michael. Después de acercarse a él, la pareja se encuentra perseguida por un grupo de licántropos liderados por Lucian, quien todavía está vivo y logra morder a Michael durante su escape.
En un intento desesperado de probar sus acusaciones contra Kraven, Selene despierta prematuramente al anciano vampiro Viktor (Bill Nighy) y se lleva a Michael a esconderlo en una casa segura. Mientras Selene ata a Michael, este expresa su temor de que la mordedura de los licántropos lo transforme en un hombre lobo cuando salga la luna llena. A medida que los dos se unen, ella le cuenta gradualmente más sobre su pasado, revelando que Viktor la adoptó y la convirtió en vampiro después de la muerte de su familia a manos de los licántropos, lo que la llevó a comenzar una campaña vengativa contra ellos y que las alucinaciones de Michael son recuerdos que Lucian le transmitió.
Selene regresa a la mansión de su aquelarre y Viktor, quien está furioso por haber despertado temprano, se niega a creer las advertencias de la propia Selene sobre la traición de Kraven y le recuerda que se suponía que su compañero anciano Marcus debía ser despertado antes que él, obligándola a ser encerrada para su juicio. Mientras tanto, en camino a la mansión para despertar a Marcus, la anciana vampiro Amelia (Zita Görög), la actual gobernante del aquelarre, es emboscada y asesinada más tarde por los licántropos, quienes la han rastreado con la ayuda de Kraven.
Selene escapa de la mansión y logra capturar y secuestrar al científico licántropo Singe (Erwin Leder), mientras que los licántropos logran capturar a Michael. Mientras está cautivo en la guarida de los licántropos, Michael pronto se entera de que Lucian alguna vez estuvo enamorado de Sonja (Jázmin Dammak) (la hija de Viktor) y que este último la asesinó después de descubrir su relación prohibida. Lucian afirma que los licántropos alguna vez fueron esclavos de los vampiros, y la guerra comenzó cuando se levantaron contra ellos y lucharon por su libertad.
En la mansión de los vampiros, Singe (que está cautivo) revela que Selene estaba siendo honesta sobre la traición de Kraven y le revela el por qué los licántropos quieren a Michael: los vampiros y los licántropos en realidad tienen un ancestro común, del que Michael es descendiente directo de Alexander Corvinus. Como heredero del legendario linaje "Corvinus", lleva una cepa genética única que podría permitirle convertirse en un híbrido de vampiro y hombre lobo, que Singe predice que carecerá de las debilidades de ambas especies. Un Viktor enfurecido luego mata a Singe y moviliza a los Death Dealers para asaltar la guarida de los licántropos y matar a los licántropos restantes, incluido Michael.
En el enfrentamiento que sigue entre vampiros y licántropos, Selene irrumpe en la guarida de los licántropos para rescatar a Michael. Kraven y Lucian se enfrentan entre sí, y el primero le dice a Selene que Viktor fue quien realmente asesinó a su familia y solo la perdonó y la guio porque le recordaba a su hija. Selene se ve obligada a morder a Michael, que está fatalmente herido, creyendo que su mordedura lo convertirá en un híbrido inmortal de vampiro y hombre lobo, mientras que Kraven le dispara a Lucian, matándolo.
Cuando Viktor llega a la guarida de los licántropos después de la batalla, admite a Selene haber asesinado a sus padres y a su hija. También insiste en que mató a Sonja por el bien de su pueblo y revela que estaba embarazada del hijo de Lucian, una abominación a los ojos de las dos especies. Por último, afirma que hizo a Selene inmortal porque la amaba y finalmente, procede a pelear contra el híbrido Michael. Inicialmente abrumado por la fuerza de Michael, Viktor finalmente obtiene la ventaja e intenta estrangularlo. Selene despierta de su desorientación y mata a Viktor decapitándolo con su espada. Ahora, enemigos tanto de los vampiros como de los licántropos, Selene y Michael huyen juntos de la guarida de los licántropos.
De vuelta en la mansión de los vampiros, Marcus (ahora el único anciano vampiro sobreviviente), se despierta de su letargo después de que la sangre de Singe se filtra en su sarcófago.

## Reparto
- Kate Beckinsale como Selene, una vampiresa de los Death Dealers, experta en el uso de muchas armas, medievales y modernas, especialmente el Walther P99 (pistola semiautomática).
- Scott Speedman como Michael Corvin, un estudiante de medicina y descendiente humano del mismísimo Alexander Corvinus. Es una de las personas más importantes para terminar con la guerra entre vampiros y licántropos, su sangre es codiciada para crear un nuevo híbrido con la mezcla de las dos especies, mitad vampiro mitad licántropo pero más fuerte que los dos. Se enamora de Selene y al final se convierte en el híbrido tan esperado.
- Bill Nighy como Viktor, uno de los tres ancianos vampiros, junto con Marcus y Amelia. Fue despertado prematuramente por Selene para que detuviera la traición de Kraven.
- Michael Sheen como Lucian, líder de los licántropos y el primero de su raza en ser capaz de mantener su forma humana cuando él quisiera. Escapó de las manos de Viktor después de que su hija Sonja fuera condenada a muerte y conserva el recuerdo de ella en su cuello. Mantuvo un tratado de semi-paz con los vampiros y estaba en contacto con Kraven.
- Shane Brolly como Kraven, un noble vampiro que planea matar a los ancianos vampiros después de forjar tratos con Lucian.
- Erwin Leder como Singe, un científico licántropo que planea con Lucian crear una criatura híbrida.
- Sophia Myles como Erika, una cortesana vampiresa que desea el favor de Kraven.
- Robbie Gee como Kahn, un guerrero vampiro que apoya a Selene en su lucha.
- Kevin Grevioux como Raze, un guerrero licántropo y la mano derecha de Lucian.
- Zita Görög como Amelia, una de los tres ancianos vampiros junto a Viktor y Marcus.
- Scott McElroy como Soren, secuaz de Kraven.
- Wentworth Miller como Adam Lockwood, compañero de estudio de Michael.
- Dennis Kozeluh como Dmitri.
- Hank Amos como Nathaniel.
- Sandor Bolla como Rigel.
- Todd Schneider como Trix.
- Jázmin Dammak como Sonja, antigua hija de Viktor y el interés romántico de Lucian en el pasado.

## Producción

### Desarrollo
En 2000, Danny McBride conoció a Len Wiseman a través de Nick Reed, quien era el agente de ambos con la intención de que trabajaran juntos en un guion que escribió el primero. Si bien los planes para esa película fracasaron, establecieron un plan para trabajar juntos. Kevin Grevioux se había graduado de la Universidad de Howard con un título en microbiología, pero desarrolló el deseo de estudiar cine en cinematografía y guionismo. Abandonó los estudios de posgrado y se mudó a Los Ángeles, donde se convirtió en actor. Se le ocurrió el concepto original de la película, que se inspiró en Romeo y Julieta del dramaturgo inglés William Shakespeare, junto con sus estudios universitarios, que basaban el vampirismo y la licantropía en un mutágeno viral en lugar de la mitología. McBride y Wiseman pronto intervinieron para trabajar en el guion, que pronto se propusieron hacer una trilogía de películas. Cada uno recibió crédito por su trabajo en la película y Grevioux también apareció en la película como actor.

### Controversia legal
La película fue objeto de una demanda por infracción de derechos de autor presentada por White Wolf Publishing y Nancy A. Collins, alegando que el escenario era demasiado similar a los juegos Vampiro: La Mascarada y Hombre lobo: El Apocalipsis, ambos ambientados en el escenario del Mundo de Tinieblas y a las novelas de vampiros de Sonja Blue. White Wolf presentó 17 cargos por infracción de derechos de autor y afirmó más de 80 puntos de similitud única entre los sistemas de juego de White Wolf y la película. Uno de esos puntos es que los vampiros de la franquicia "beben sangre". White Wolf también dijo que el guion era muy similar a una historia titulada The Love of Monsters (1994), que publicada y escrita por Collins. En septiembre de 2003, un juez concedió a White Wolf una audiencia acelerada y la demanda terminó en un acuerdo confidencial.

## Banda sonora
La banda sonora de la película fue producida por Danny Lohner y distribuida a través de Roadrunner Records. Lohner (nacido en 1970), bajista, guitarrista y tecladista que ha grabado con Nine Inch Nails y Marilyn Manson, contribuyó con varias canciones a la banda sonora bajo el seudónimo de Renholdër. Lohner incluyó una canción de Skinny Puppy (una banda industrial canadiense); una canción original de The Dillinger Escape Plan, una banda estadounidense que interpreta un estilo agresivo y técnico de hardcore punk llamado mathcore; una canción de la banda estadounidense de rock alternativo/post-hardcore Finch titulada "Worms of the Earth"; una canción de The Icarus Line, una banda conocida por su forma abrasiva de música rock; y Lisa Germano, una cantante/compositora y multinstrumentista estadounidense que se especializa en rock alternativo y dream pop.
El crítico musical Bill Aicher señaló que la "banda sonora sigue una línea gótica similar" a las imágenes, y afirmó que "hace un excelente trabajo creando un ambiente oscuro" al usar "un verdadero quién es quién en el género", con una "impresionante variedad de temas de metal, hard rock, industrial y otros con temática gótica". Aicher señaló que dado que "la mayoría de las selecciones [están] escritas, producidas o presentan a Lohner, el álbum conserva un sentido de cohesión en todo momento, lo que lo convierte en un producto mucho más completo de lo que generalmente ha sido el caso con productos de temática similar". En particular, Aicher elogió el reordenamiento de "Bring Me the Disco King" de David Bowie (lanzado previamente en su forma original en su álbum de estudio Reality a principios de ese mes) como la pieza más fuerte de la banda sonora. Esta versión de la canción, en la que participan Maynard James Keenan (de Tool y A Perfect Circle) y el guitarrista John Frusciante (de los Red Hot Chili Peppers), fue elogiada por Aicher como "oscura, melancólica, triste y nerviosa".

## Estreno

### Taquilla
La película recaudó $51.970.690 dólares en los EE. UU. y $95.708.457 dólares en todo el mundo.

### Formato casero
Underworld fue lanzado en DVD y VHS el 6 de enero de 2004 por Columbia TriStar Home Entertainment.

## Recepción
Underworld tiene un índice de aprobación general del 31% en el sitio de críticos de cine Rotten Tomatoes basado en 161 reseñas, con una calificación promedio de 4.8/10. El consenso del sitio dice: "Aunque tiene un aspecto elegante, Underworld es tediosa y derivada". Las audiencias encuestadas por CinemaScore le dieron a la película una calificación promedio de "B+" en una escala de A+ a F.
Roger Ebert dijo: "Esta es una película tan pobre en sus personajes y superficial en su historia que la guerra parece existir principalmente para proporcionar imágenes gráficas". Sin embargo, algunos críticos fueron más favorables: el New York Daily News la elogió por ser "elegante y cruel, y poderosamente entretenida para ciertos aquelarres".
El crítico de cine Andrew O'Hehir dio una opinión mixta, afirmando que "según cualquier estándar razonable, esta oscura epopeya de vampiros —toda sobreactuación masiva, diseño de comercial de colonia y trajes de gato sexy— apesta", pero que "al menos le importa", admitiendo que a pesar de los defectos de la película, la compleja historia de fondo de la mitología de vampiros y hombres lobo "ha sido meticulosamente elaborada".

## Secuelas
Una secuela, titulada Underworld: Evolution, en la que Marcus despierta por completo, se estrenó el 20 de enero de 2006. La precuela Underworld: Rise of the Lycans, que brinda más detalles sobre la creación de la especie Lycan y el odio de Lucian, fue estrenado el 23 de enero de 2009. Una segunda secuela, Underworld: Awakening, se lanzó el 20 de enero de 2012 y una tercera secuela, Underworld: Blood Wars, se lanzó el 6 de enero de 2017.